# Boxning vid olympiska sommarspelen 1936
Boxningen vid olympiska sommarspelen 1936 i Berlin innehöll 8 olika viktklasser och var endast öppen för herrar. Tyskland tog flest medaljer, och tvåa i medaljligan kom Frankrike. 

## Medaljtabell
| Klass                     | Guld                        | Silver                        | Brons                            |
| Flugvikt Detaljer...      | Willy Kaiser · Tyskland     | Gavino Matta · Italien        | Louis Laurie · USA               |
| Bantamvikt Detaljer...    | Ulderico Sergo · Italien    | Jack Wilson · USA             | Fidel Ortiz · Mexiko             |
| Fjädervikt Detaljer...    | Oscar Casanovas · Argentina | Charles Catterall · Sydafrika | Josef Miner · Tyskland           |
| Lättvikt Detaljer...      | Imre Harangi · Ungern       | Nikolai Stepulov · Estland    | Erik Ågren · Sverige             |
| Weltervikt Detaljer...    | Sten Suvio · Finland        | Michael Murach · Tyskland     | Gerhard Pedersen · Danmark       |
| Mellanvikt Detaljer...    | Jean Despeaux · Frankrike   | Henry Tiller · Norge          | Raúl Villareal · Argentina       |
| Lätt tungvikt Detaljer... | Roger Michelot · Frankrike  | Richard Vogt · Tyskland       | Francisco Risiglione · Argentina |
| Tungvikt Detaljer...      | Herbert Runge · Tyskland    | Guillermo Lovell · Argentina  | Erling Nilsen · Norge            |

## Medaljfördelning
| Medaljfördelning |           |      |        |       |        |
| Placering        | Nation    | Guld | Silver | Brons | Totalt |
| 1                | Tyskland  | 2    | 2      | 1     | 5      |
| 2                | Frankrike | 2    | 0      | 0     | 2      |
| 3                | Argentina | 1    | 1      | 2     | 4      |
| 4                | Italien   | 1    | 1      | 0     | 2      |
| 5                | Ungern    | 1    | 0      | 0     | 1      |
| 6                | Finland   | 1    | 0      | 0     | 1      |
| 7                | Norge     | 0    | 1      | 1     | 2      |
| 7                | USA       | 0    | 1      | 1     | 2      |
| 9                | Estland   | 0    | 1      | 0     | 1      |
| 9                | Sydafrika | 0    | 1      | 0     | 1      |
| 11               | Danmark   | 0    | 0      | 1     | 1      |
| 11               | Mexiko    | 0    | 0      | 1     | 1      |
| 11               | Sverige   | 0    | 0      | 1     | 1      |

- Wikimedia Commons har media som rör Boxning vid olympiska sommarspelen 1936.